# Rafael Acosta Cabrera
Alejandro Rafael Acosta Cabrera (Maldonado, Uruguay, 2 de octubre de 1990) es un futbolista uruguayo, jugador del Zbrojovka Brno de la Czech First League.

## Trayectoria
Se formó en las categorías inferiores del Peñarol y luego pasó al Club Ituzaingó de Maldonado. Tuvo su debut profesional el 13 de octubre de 2012 contra Huracán en un encuentro disputado en el Estadio Domingo Burgueño Miguel por el Campeonato Uruguayo de Segunda División 2012-13. El mismo finalizó con un empate de 0-0. 
Para mediados de 2013, es transferido al Atenas de San Carlos, con el cual consigue ascender a la Primera División de Uruguay. Debutó en el Campeonato Uruguayo de Fútbol 2014-15 durante la derrota como local por 1-3 ante River Plate. Su primer gol lo marcó el 5 de octubre de 2014 en la victoria de 3 goles a 0 sobre Fénix. También le marcó goles a clubes importantes como Danubio y Peñarol.
El 19 de junio de 2015 ficha por el Bohemians Praga 1905, equipo con el que marcó 5 goles en 27 juegos disputados.
El 23 de junio de 2016 se concreta su traspaso al fútbol mexicano para jugar con los Tiburones Rojos de Veracruz.

## Clubes
| Club                        | País            | Año             |
| --------------------------- | --------------- | --------------- |
| Deportivo Maldonado         | Uruguay         | 2012 - 2013     |
| Atenas                      | Uruguay         | 2013 - 2015     |
| Bohemians Praga 1905        | República Checa | 2015 - 2016     |
| Tiburones Rojos de Veracruz | México          | 2016 - Presente |

### Estadísticas
| Club                                   | Temporada           | Liga | Liga | Copas Nacionales | Copas Nacionales | Copas Internacionales | Copas Internacionales | Total | Total |
| Club                                   | Temporada           | PJ   | G    | PJ               | G                | PJ                    | G                     | PJ    | G     |
| -------------------------------------- | ------------------- | ---- | ---- | ---------------- | ---------------- | --------------------- | --------------------- | ----- | ----- |
| Deportivo Maldonado · Uruguay          | 2012-13             | 23   | 7    | 0                | 0                | 0                     | 0                     | 23    | 7     |
| Deportivo Maldonado · Uruguay          | Total               | 23   | 7    | 0                | 0                | 0                     | 0                     | 23    | 7     |
| Atenas · Uruguay                       | 2013-14             | 20   | 3    | 0                | 0                | 0                     | 0                     | 20    | 3     |
| Atenas · Uruguay                       | 2014-15             | 27   | 5    | 0                | 0                | 0                     | 0                     | 27    | 5     |
| Atenas · Uruguay                       | Total               | 47   | 8    | 0                | 0                | 0                     | 0                     | 47    | 8     |
| Bohemians Praga 1905 · República Checa | 2015-16             | 26   | 5    | 1                | 0                | 0                     | 0                     | 27    | 5     |
| Bohemians Praga 1905 · República Checa | Total               | 26   | 5    | 1                | 0                | 0                     | 0                     | 27    | 5     |
| Tiburones Rojos de Veracruz · México   | 2016-17             | 9    | 0    | 5                | 0                | 0                     | 0                     | 14    | 0     |
| Tiburones Rojos de Veracruz · México   | A-2017              | 5    | 0    | 4                | 0                | 0                     | 0                     | 9     | 0     |
| Tiburones Rojos de Veracruz · México   | Total               | 14   | 0    | 9                | 0                | 0                     | 0                     | 23    | 0     |
| Total en su carrera                    | Total en su carrera | 97   | 20   | 3                | 0                | 0                     | 0                     | 100   | 20    |